# Chapalele
 (décembre 2023).
Si vous disposez d'ouvrages ou d'articles de référence ou si vous connaissez des sites web de qualité traitant du thème abordé ici, merci de compléter l'article en donnant les références utiles à sa vérifiabilité et en les liant à la section « Notes et références ».

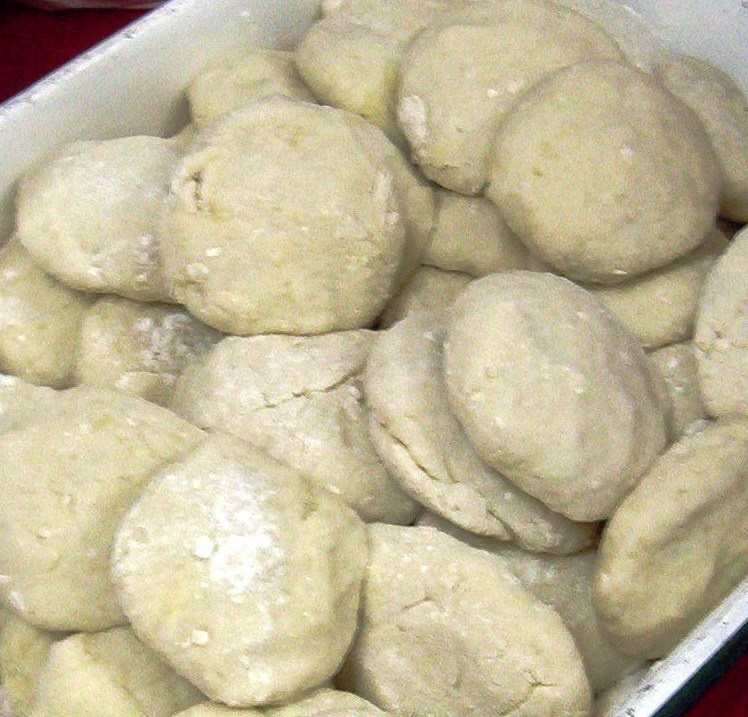
Chapaleles de curanto crus.

Le chapalele, ou chapalel, est une spécialité culinaire de la cuisine chilienne, en particulier de la cuisine  traditionnelle de Chiloé. Il s'agit de boulettes à base de pommes de terre cuites et de farine de blé. Il en existe des versions salées, qui servent d'accompagnement au curanto et d'autres sucrées, qui se consomment al tomar once, c'est-à-dire au goûter.

## Chapalelesdecuranto
Les chapaleles accompagnant le curanto sont salés et comportent, outre les pommes de terre et la farine, du saindoux et des chicharrones (sortes de rillons). Pour les préparer, on écrase les pommes de terre cuites, on leur ajoute du  sel et on les mélange avec la farine, le saindoux et les chicharrones. On pétrit cette pâte jusqu'à ce qu'elle soit bien consistante, puis on façonne des boulettes à la main en leur donnant une forme lenticulaire, avant de les disposer, pour les faire cuire à la vapeur, dans une des couches supérieures du curanto. S'il s'agit d'un curanto préparé dans un trou, on les met habituellement dans des pangues, c'est-à-dire des feuilles palmées d'une plante herbacée appelée nalca (Gunnera tinctoria), qui donnent à la boulette une couleur violacée, et on les couvre à l'aide de branches de noisetier chilien (Gevuina avellana) ou d'une fougère locale appelée costilla de vacas (Blechnum chilensis), qui contribuent à leur donner une saveur amère.

## Chapalelessucrés
Les chapaleles sucrés, appelés aussi humintas, sont des boulettes qui contiennent de la pomme de terre cuite et de la farine, ou seulement de la farine, de l'eau et un peu de sel. Ils sont bouillis et se servent chauds, accompagnés de miel ou de sucre. Plutôt qu'une forme arrondie, les chapaleles bouillis ont généralement l'aspect d'un losange et sont aplatis.